# 〈小市民〉シリーズ
「〈小市民〉シリーズ」（しょうしみんシリーズ）は、米澤穂信による推理小説のシリーズ。創元推理文庫（東京創元社）より2004年12月から刊行されている。
2025年、第10回吉川英治文庫賞受賞。

## 概要
中学時代に問題事を推理したがる性格で苦い経験をした高校生・小鳩常悟朗と、常悟朗と似た境遇を送った同校生の小佐内ゆきの、「小市民」を目指すために互恵関係を結んだコンビが、平和な高校生活を求めながらも日常の中で発生した事件の謎に挑む様を描く。物語はおもに主人公であり探偵役でもある小鳩常悟朗の一人称で語られ、もう一人の主人公である小佐内ゆきの心情はブラックボックスにすることがシリーズを続ける方向性となっている。
前作『さよなら妖精』が文庫本より高価な四六判の書籍として発売されたため、次作はデビュー当時のファンである中高生に手に取って貰えるようにという著者の考えにより文庫形式で『春期限定いちごタルト事件』が刊行された。当初は同作のみの単発の作品の予定だったが、春というタイトルで上梓したからにはと夏・秋・冬と続ける形でシリーズ化され、本編は『冬期限定ボンボンショコラ事件』にて全4作で完結した。他に番外編として短編集が刊行されている。装画を片山若子が担当しており、短編集『巴里マカロンの謎』では1話ごとに扉絵が付されている。
「小市民」というフレーズはプロット検討段階では存在せず、執筆中にふと浮かび上がり定着したものであった。「元安楽椅子探偵と元ハードボイルド探偵の話」が執筆前のコンセプトであり、小鳩常悟朗は推理型の元・名探偵、小佐内ゆきは行動型の元・名探偵として設定された。〈古典部〉シリーズの探偵役である主人公は名探偵としてふるまっていないため、本シリーズにおいては主人公を名探偵としてふるまわせることにした。米澤は当時「小さな学園世界で名探偵としてふるまうと摩擦を引き起こすだろう」という考えを持っており、本シリーズにおいてそのようにふるまった結果周囲と摩擦が起き、探偵をやめてしまった人物を主人公に据えた。
シリーズは漫画化もされている。『春期限定いちごタルト事件』は饅頭屋餡子によって『月刊Gファンタジー』（スクウェア・エニックス）にて2007年5月号から2009年1月号まで不定期連載された。『夏期限定トロピカルパフェ事件』は2009年2月に漫画化が発表され、山崎風愛（構成）とおみおみ（作画）によって同誌の2010年3月号から2011年2月号まで連載された。
さらに紗川アンリによって『〈小市民〉 春期限定いちごタルト事件』のタイトルで新たに漫画化が行われ、『マガジンポケット』（講談社）にて2025年5月2日より連載されている。『春期限定いちごタルト事件』原作分は第10話で完結したが、第11話以降はタイトルはそのままで、引き続き『夏期限定トロピカルパフェ事件』のコミカライズとなっている。
2024年1月12日にテレビアニメ化が発表され、同年7月から9月まで第1期が、2025年4月から6月まで第2期が放送された。
2024年7月時点でシリーズ累計部数は110万部を突破している。

## 既刊
春期限定いちごタルト事件
2004年12月24日初版発行 ISBN 4-488-45101-2
シリーズ第1弾。高校1年の春に起こった出来事を描く。
夏期限定トロピカルパフェ事件
2006年4月14日初版発行 ISBN 4-488-45102-0
シリーズ第2弾。高校2年の夏に起こった出来事を描く。
秋期限定栗きんとん事件 （上）（下）
上巻：2009年2月27日初版発行 ISBN 978-4-488-45105-9 / 下巻：2009年3月13日初版発行 ISBN 978-4-488-45106-6
シリーズ第3弾。高校2年の秋から高校3年の秋までに起こった出来事を描く。
巴里マカロンの謎
2020年1月30日初版発行 ISBN 978-4-488-45111-0
シリーズ番外編。高校1年の秋から冬に起こった出来事を描く。既出短編3+書き下ろし1の短編集。
冬期限定ボンボンショコラ事件
2024年4月26日初版発行 ISBN 978-4-488-45112-7
シリーズ第4弾。高校3年の冬に起こった出来事を中学3年の回想を交えながら描く。本編の完結作。

### 単行本未収録作品
桑港クッキーの謎
『ミステリーズ！』vol.104 DECEMBER 2020（2020年12月11日発行 ISBN 978-4-488-03104-6）掲載
羅馬ジェラートの謎
『紙魚の手帖』vol.02 DECEMBER 2021（2021年12月10日発行 ISBN 978-4-488-03107-7）掲載
倫敦スコーンの謎
『紙魚の手帖』vol.08 DECEMBER 2022（2022年12月09日発行 ISBN 978-4-488-03113-8）掲載
日本推理作家協会（編）『ザ・ベストミステリーズ2023』（2023年6月28日発売 講談社 ISBN 978-4-06-531741-9）収録

### 漫画版
- 米澤穂信（原作）・饅頭屋餡子（作画） 『春期限定いちごタルト事件』 スクウェア・エニックス〈Gファンタジーコミックス〉、全2巻
  1. 『春期限定いちごタルト事件（前）』、2008年2月27日発売、ISBN 978-4-7575-2230-5
    - 羊の着ぐるみ（初出:『月刊Gファンタジー』2007年5月号）
    - For your eyes only（初出:『月刊Gファンタジー』2007年9月号・10月号）
    - おいしいココアの作り方（初出:『月刊Gファンタジー』2007年12月号）

  2. 『春期限定いちごタルト事件（後）』2009年2月27日発売、ISBN 978-4-7575-2487-3
    - 小市民の休日（初出:『月刊Gファンタジー』2008年4月号、コミック版の原作書き下ろし）
    - はらふくるるわざ（初出:『月刊Gファンタジー』2008年8月号）
    - 孤狼の心（初出:『月刊Gファンタジー』2008年11月号・12月号、2009年1月号）
- 米澤穂信（原作）・山崎風愛（構成）・おみおみ（作画） 『夏期限定トロピカルパフェ事件』 スクウェア・エニックス〈Gファンタジーコミックス〉、全2巻
  1. 『夏期限定トロピカルパフェ事件（前）』、2010年8月27日発売、ISBN 978-4-7575-2983-0
    - 〜まるで綿菓子のよう〜（初出:『月刊Gファンタジー』2010年3月号）
    - 狐、狼の皮をかぶる 〜シャルロットだけはぼくのもの 前編〜（初出:『月刊Gファンタジー』2010年4月号）
    - スイーツ戦線異常あり 〜シャルロットだけはぼくのもの 後編〜（初出:『月刊Gファンタジー』2010年5月号）
    - バーガー屋で会いましょう 〜シェイク・ハーフ　前編〜（初出:『月刊Gファンタジー』2010年6月号）
    - いわゆるひとつの堂島マジック 〜シェイク・ハーフ　後編〜（初出:『月刊Gファンタジー』2010年7月号）
    - 本日、休甘日 〜激辛大盛〜（初出:『月刊Gファンタジー』2010年8月号）

  2. 『夏期限定トロピカルパフェ事件（後）』、2011年2月26日発売、ISBN 978-4-7575-3152-9
    - 消えた小市民 〜おいで、キャンディーをあげる 前編〜（初出:『月刊Gファンタジー』2010年9月号）
    - 捕らわれの狼姫 〜おいで、キャンディーをあげる 中編〜（初出:『月刊Gファンタジー』2010年10月号）
    - 二人の王子、見参 〜おいで、キャンディーをあげる 後編〜（初出:『月刊Gファンタジー』2010年11月号）
    - ぼくたちのSummer Memory 〜スイート・メモリー 前編〜（初出:『月刊Gファンタジー』2010年12月号）
    - ぼくたちのRapturous Memory 〜スイート・メモリー 中編〜（初出:『月刊Gファンタジー』2011年1月号）
    - ぼくたちのSweet-Bitter Memory 〜スイート・メモリー 後編〜（初出:『月刊Gファンタジー』2011年2月号）
- 米澤穂信（原作）・紗川アンリ（漫画） 『〈小市民〉 春期限定いちごタルト事件』 講談社〈KCデラックス〉、既刊1巻（2025年8月7日現在）
  1. 2025年8月7日発売[18]、ISBN 978-4-06-539986-6

## 主な登場人物
声の項はテレビアニメ版の声優。各巻の登場人物は「#既刊」の各記事を参照。
小鳩 常悟朗（）
声 - 梅田修一朗
船戸高校の男子生徒。鷹羽中学出身。高い推理力と、自らの周りに起きた日常の謎を解きたがる性分の持ち主。中学までは望んで「名探偵」として自ら問題事に首を突っ込み、解決して注目されることで悦に入っていたが、そのことでかえって相手の反感や恨みを招き、疎んじられた経験（中には「一人でこい」という趣旨のメモを寄越されたこともある）がトラウマとなり、高校では推理から離れ「小市民」としての生活を心がけようとしている。しかし意図せず謎に遭遇したとき、抑えきれず知恵働きをしてしまうことがしばしばある。自身は自らの解きたがりな性分を「狐」に例えている。
本来は柔和な優男然とし、ややシニカルでひねた一面もある性格だが、学校内では小市民として振る舞うことを心がけ、儀礼的無関心を以てクラスに溶け込めるように努めている。その反面、人の名前を覚えられない悪癖がある。苦手ではないものの小佐内ほどには甘いもの好きではないが、高2の夏に食べた洋菓子店〈ジェフベック〉のシャルロットは好みの味ということもあり、いたく気に入っている。テレビアニメ版では家業が和菓子屋「小鳩和菓子店」であるため甘いものは食べ飽き、あまり好きではないという設定になっている。
推理を確実なものとする決め手を見出した際は、「僕が思うに○○○で片がつく」の口上を述べる。推理法の一つとして、推理が詰めに入ったら緊張感を保ちつつも集中を解き、思考を問題の外側に向けて答えを見つけるやり方を用いている。
小佐内 ゆき（）
声 - 羊宮妃那
船戸高校の女子生徒。髪形は尼そぎ、背が低く非常に幼い外見をしている。常悟朗とは中学3年の頃から行動を共にし、彼と「互恵関係」を結び共に小市民を目指している。普段は大人しめで、人見知りしやすい控えめな女性で、彼以上に小市民の振舞いを心がけており、謎を解きたがる常悟朗を白い目でみることがしばしばある。かなりの甘いもの好きで、その話題になると愉悦の表情を浮かべ饒舌になり、市内のスイーツ店やスイーツ全般に関して豊富な知識を披露する。学外では特徴的なファッションを着こなし、必ず帽子を被って「変装」している。
前述の性格の裏には、甘いものと同様に「復讐」を愛し、受けた仕打ちを忘れない執念深さと、やられたら何倍にもしてやり返す本性を秘めている。それに見合う行動力と明晰な頭脳を有し、復讐を決意すれば利用できるものは全て利用し、相手を奸計に陥れ、社会的、精神的に根深いダメージを与える。そうした様から常悟朗からは「狼」に形容されている。
堂島 健吾（）
声 - 古川慎
船戸高校の男子生徒。新聞部に所属し、2年時には部長を務めるが、3年時のあるきっかけを境に、受験勉強も兼ねて引退した。常悟朗とは小学校時代の同級生の間柄だが、特別親しいわけではない腐れ縁の仲。角刈りの顔は四角く、2年の時には体全体も四角くなった大柄な体格で体力のある男性。
正義感と義侠心に溢れ、無骨ながらも誰に対しても正直さで向き合う裏表のない性格で、相手が困ったことになれば率先して行動する。小学生時代の常悟朗を知り、その時は嫌な奴だと思いながらも認めていたが、別々だった中学を経て、小市民を心がけるようになった常悟朗のことは腹に一物を抱えて性質が悪くなったと否定的に見ている。卑怯なことは見過ごせず、女子の物を盗む輩を良く思っていない。基本的に大雑把だが、思慮深い一面も見せる。小佐内から評されるように常悟朗に頼み事をしたり、時には意図せずに謎を振りまく。前述のように常悟朗とは親友と言える仲ではないが、常悟朗が頼れる唯一の人物であり、彼が助けを求めた時にはすぐさま駆けつけ、共に事件に巻き込まれている。「友達100人」が自慢の交友関係が幅広い姉・知里がいる。

## 用語
船戸高校（）
常悟朗達が通う公立の高校。難関校と位置付けられているが、公立ゆえに中学で受験者数が調整されているため、倍率は1.2倍を超えない。全体図は横棒の一方が右、もう一方が左にずれた片仮名のエを形どり、それぞれ北棟と南棟に分類される。
木良市（）
シリーズの舞台となる常悟朗達が住む街。中心街は碁盤の目状に道が出来ており、十字路が多く、メインストリートとなる「三夜通り」では夏に「三夜通り祭り」が開かれる。列車が東西に走り、唯一の鉄道駅である木良駅周辺は高架線路となっており、駅前はバスターミナルがある。名古屋市までは電車で20分程度である。「暴れ川」として有名な伊奈波川が市内を流れる。
モデルは岐阜市で、名前は岐阜県を流れる木曽川と長良川に因む。
春期限定いちごタルト事件
夏期限定トロピカルパフェ事件
それぞれシリーズ作品のタイトルかつ、作中では常悟朗と小佐内の身に起きた事件の通称として用いられる。「春期限定いちごタルト事件」は小佐内の自転車が不良グループの下っ端に盗まれたことからある犯罪が明らかとなった事件を、「夏期限定トロピカルパフェ事件」は小佐内が誘拐された事件を指す。前者は小佐内が進んでこの呼称を用い、常悟朗も釣られてそう呼ぶようになったが、後者は常悟朗が自発的に呼んでいる。

## テレビアニメ
『小市民シリーズ』のタイトルでテレビアニメ化。第1期は2024年7月から9月まで、テレビ朝日系列『NUMAnimation』枠ほかにて放送された。第1期では、原作の『春期限定いちごタルト事件』および『夏期限定トロピカルパフェ事件』がアニメ化された。

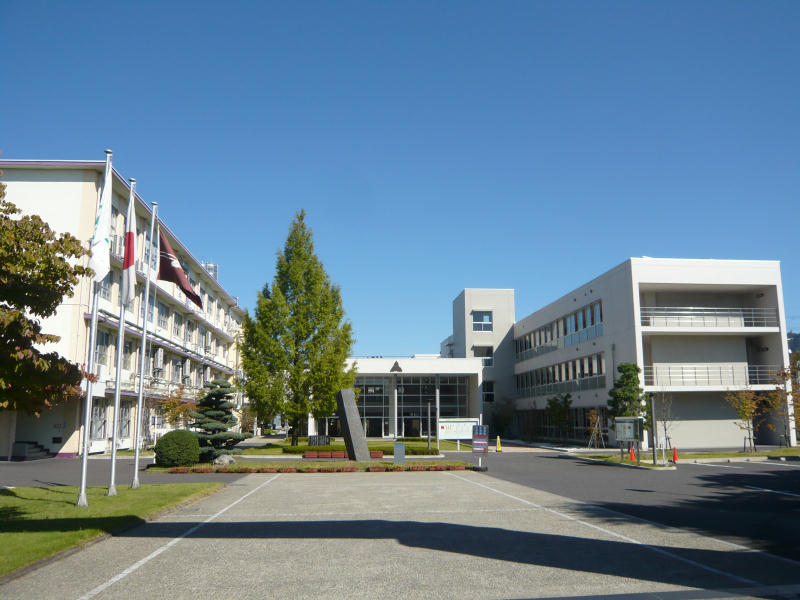
岐阜北高校

第1期最終回の放送終了後に、『秋期限定栗きんとん事件』と『冬期限定ボンボンショコラ事件』を原作とする第2期の制作が発表された。2025年4月から6月まで、第1期と同様『NUMAnimation』枠ほかにて放送された。
原作の木良市のモデルとなった岐阜市の風景が劇中で登場しているほか、エンディング映像は第1期・第2期共に市内各地で撮影した実写映像にアニメーターの描いた登場人物が合成されている。主人公らが通う船戸高校は岐阜県立岐阜北高等学校がモデルである。本編は全編にわたりシネスコサイズで制作されている。

### 制作
演技・キャスティング
小鳩常悟朗役の梅田修一朗は、スタジオオーディションの時点からより自然に演技するようにと指示を受け、その中で小鳩らしさを出そうとしたと小佐内ゆき役の羊宮妃那との対談の中で明かしており、アニメとして音声がつくことで二人の会話の温度感や表現が重要になると語っている。
本作ではプレスコに近い収録方法が取られており、演者の会話のテンポ感をアニメに合わせている。

### スタッフ
- 原作 - 米澤穂信（創元推理文庫 刊）[注 7]
- 監督 - 神戸守[13]
- シリーズ構成 - 大野敏哉[13]
- キャラクターデザイン - 斎藤敦史[13]
- サブキャラクターデザイン・総作画監督 - 具志堅眞由[27]
- プロップデザイン - 田中萌、石川奨士
- 色彩設計 - 秋元由紀[27]
- 美術監督 - 伊藤聖[27]
- 美術設定 - 青木智由紀[27]、イノセユキエ[27]
- 撮影監督 - 塩川智幸[27]
- CGディレクター - 越田祐史[27]
- 編集 - 松原理恵[27]
- 音響監督 - 清水勝則[27]、八木沼智彦（第2期）
- 音響効果 - 八十正太[27]
- 音楽 - 小畑貴裕[13]
- ラインプロデューサー - 荒尾匠[27]
- プロデューサー - 遠藤一樹、日野亮、曹聡、神原佳史、林義晃、外川明宏、沢田はるか（第1期）、中川瑛美（第2期）、松井優子、小澤文啓、水谷圭
- アニメーションプロデューサー - 渡部正和[27]
- アニメーション制作 - ラパントラック[13]
- 製作 - 小市民シリーズ製作委員会

### 主題歌
「スイートメモリー」
Eveによる第1期のオープニングテーマ。作詞・作曲はEve、編曲はNumaとZingai。
「意解けない」
ammoによる第1期のエンディングテーマ。作詞・作曲は岡本優星、編曲はammo。
「火星人」
ヨルシカによる第2期のオープニングテーマ。作詞・作曲・編曲はn-buna。
映像内でヨルシカのロゴが表示される演出がなされている。
「SugaRiddle」
やなぎなぎによる第2期のエンディングテーマ。作詞はやなぎなぎ、作曲・編曲は40mP。

### 各話リスト
| 話数                                  | サブタイトル                            | 脚本                              | 絵コンテ                          | 演出                              | 作画監督                                                                                                   | 初放送日                          |                                   |                                   |                                   |                                   |                                   |                                   |                                   |                                   |                                   |                                   |                                   |                                   |                                   |                                   |                                   |                                   |                                   |                                   |
| 第1期『春期限定いちごタルト事件』     | 第1期『春期限定いちごタルト事件』       | 第1期『春期限定いちごタルト事件』 | 第1期『春期限定いちごタルト事件』 | 第1期『春期限定いちごタルト事件』 | 第1期『春期限定いちごタルト事件』                                                                          | 第1期『春期限定いちごタルト事件』 | 第1期『春期限定いちごタルト事件』 | 第1期『春期限定いちごタルト事件』 | 第1期『春期限定いちごタルト事件』 | 第1期『春期限定いちごタルト事件』 | 第1期『春期限定いちごタルト事件』 | 第1期『春期限定いちごタルト事件』 | 第1期『春期限定いちごタルト事件』 | 第1期『春期限定いちごタルト事件』 | 第1期『春期限定いちごタルト事件』 | 第1期『春期限定いちごタルト事件』 | 第1期『春期限定いちごタルト事件』 | 第1期『春期限定いちごタルト事件』 | 第1期『春期限定いちごタルト事件』 | 第1期『春期限定いちごタルト事件』 | 第1期『春期限定いちごタルト事件』 | 第1期『春期限定いちごタルト事件』 | 第1期『春期限定いちごタルト事件』 | 第1期『春期限定いちごタルト事件』 |
| ------------------------------------- | --------------------------------------- | --------------------------------- | --------------------------------- | --------------------------------- | --- | --------------------------------- | --------------------------------- | --------------------------------- | --------------------------------- | --------------------------------- | --------------------------------- | --------------------------------- | --------------------------------- | --------------------------------- | --------------------------------- | --------------------------------- | --------------------------------- | --------------------------------- | --------------------------------- | --------------------------------- | --------------------------------- | --------------------------------- | --------------------------------- | --------------------------------- |
| 第一話                                | 羊の着ぐるみ                            | 大野敏哉                          | 神戸守                            | 高野やよい                        | 小園菜穂 石川奨士 西島央桐 具志堅眞由                                                                      | 2024年 7月7日                     |                                   |                                   |                                   |                                   |                                   |                                   |                                   |                                   |                                   |                                   |                                   |                                   |                                   |                                   |                                   |                                   |                                   |                                   |
| 第二話                                | おいしいココアの作り方                  | 大野敏哉                          | 武内宣之                          | 武内宣之                          | 西島央桐 豊田暁子 王渝 张曦萦 周俊杰 味增拉面 葛歓 たけうちのぶゆき                                        | 7月14日                           |                                   |                                   |                                   |                                   |                                   |                                   |                                   |                                   |                                   |                                   |                                   |                                   |                                   |                                   |                                   |                                   |                                   |                                   |
| 第三話                                | ハンプティ・ダンプティ                  | 内海照子                          | 長友孝和                          | 長友孝和                          | 小園菜穂 西島央桐 降籏秀吉 A-NIN                                                                           | 7月21日                           |                                   |                                   |                                   |                                   |                                   |                                   |                                   |                                   |                                   |                                   |                                   |                                   |                                   |                                   |                                   |                                   |                                   |                                   |
| 第四話                                | 狐狼の心                                | 大野敏哉                          | 長友孝和                          | コークン                          | 金甫旻 香田知樹 空集 毛缟斑 味增拉面 周俊杰 叶昌 何文 葛歓 王世林 所沢映画                                 | 8月4日                            |                                   |                                   |                                   |                                   |                                   |                                   |                                   |                                   |                                   |                                   |                                   |                                   |                                   |                                   |                                   |                                   |                                   |                                   |
| 第五話                                | 伯林あげぱんの謎                        | 内海照子                          | 川畑喬                            | 高野やよい                        | 豊田暁子 金甫旻 さのえり 香田知樹 川上暢彦 高橋道子 赵煜恵 廖菲                                            | 8月11日                           |                                   |                                   |                                   |                                   |                                   |                                   |                                   |                                   |                                   |                                   |                                   |                                   |                                   |                                   |                                   |                                   |                                   |                                   |
| 第1期『夏期限定トロピカルパフェ事件』 |                                         |                                   |                                   |                                   | |                                   |                                   |                                   |                                   |                                   |                                   |                                   |                                   |                                   |                                   |                                   |                                   |                                   |                                   |                                   |                                   |                                   |                                   |                                   |
| 第六話                                | シャルロットだけはぼくのもの            | 大野敏哉                          | 夏洛特                            | 新井美穂                          | 小園菜穂 降籏秀吉 A-NIN 王渝 张曦萦 周俊杰 味增拉面 叶昌 陈凯 汤夏 葛歓                                    | 8月18日                           |                                   |                                   |                                   |                                   |                                   |                                   |                                   |                                   |                                   |                                   |                                   |                                   |                                   |                                   |                                   |                                   |                                   |                                   |
| 第七話                                | シェイク・ハーフ                        | 内海照子                          | 高野やよい                        | 高野やよい                        | 豊田暁子 高橋道子 金甫旻 池津寿恵 高野やよい 赵煜恵 廖菲 たけうちのぶゆき                                  | 8月25日                           |                                   |                                   |                                   |                                   |                                   |                                   |                                   |                                   |                                   |                                   |                                   |                                   |                                   |                                   |                                   |                                   |                                   |                                   |
| 第八話                                | おいで、キャンディーをあげる            | 内海照子                          | 長友孝和                          | 長友孝和                          | 石川奨士 古徳真美 王点 山道到威 王世林 椰子王 葛歓 味增拉面 张曦萦 刘龙圣                                  | 9月1日                            |                                   |                                   |                                   |                                   |                                   |                                   |                                   |                                   |                                   |                                   |                                   |                                   |                                   |                                   |                                   |                                   |                                   |                                   |
| 第九話                                | スイート・メモリー（前編）              | 大野敏哉                          | 神戸守                            | 新井美穂                          | 大河内忍 香田知樹 池津寿恵 宮田かんち 川上暢彦 赵煜恵 廖菲 胡雲涛                                          | 9月8日                            |                                   |                                   |                                   |                                   |                                   |                                   |                                   |                                   |                                   |                                   |                                   |                                   |                                   |                                   |                                   |                                   |                                   |                                   |
| 第十話                                | スイート・メモリー（後編）              | 大野敏哉                          | 神戸守                            | 山岡実                            | 豊田暁子 石川奨士 高橋道子 竹本未希 髙野菜央 赵煜恵 廖菲 胡雲涛                                            | 9月15日                           |                                   |                                   |                                   |                                   |                                   |                                   |                                   |                                   |                                   |                                   |                                   |                                   |                                   |                                   |                                   |                                   |                                   |                                   |
| 第2期『秋期限定栗きんとん事件』       |                                         |                                   |                                   |                                   | |                                   |                                   |                                   |                                   |                                   |                                   |                                   |                                   |                                   |                                   |                                   |                                   |                                   |                                   |                                   |                                   |                                   |                                   |                                   |
| 第十一話                              | あたたかな冬（前編）                    | 大野敏哉                          | 神戸守                            | 新井美穂                          | 高野やよい 工藤裕加 山田俊太郎 豊田暁子 池津寿恵 高橋道子 山道到威 さのえり                                | 2025年 4月6日                     |                                   |                                   |                                   |                                   |                                   |                                   |                                   |                                   |                                   |                                   |                                   |                                   |                                   |                                   |                                   |                                   |                                   |                                   |
| 第十二話                              | あたたかな冬（後編）                    | 大野敏哉                          | 松原聡                            | 黄彦勝                            | 中島駿 竹本未希 香田知樹 手島典子 廖菲 胡云濤 陸子煜 趙昱慧                                                | 4月13日                           |                                   |                                   |                                   |                                   |                                   |                                   |                                   |                                   |                                   |                                   |                                   |                                   |                                   |                                   |                                   |                                   |                                   |                                   |
| 第十三話                              | とまどう春                              | 内海照子                          | 長友孝和                          | 中原萌                            | 西島央桐 野口征恒 髙野菜央 高橋道子 袴田裕二 山道到威 廖菲 胡云濤 陸子煜 趙昱慧                            | 4月20日                           |                                   |                                   |                                   |                                   |                                   |                                   |                                   |                                   |                                   |                                   |                                   |                                   |                                   |                                   |                                   |                                   |                                   |                                   |
| 第十四話                              | うたがわしい夏（前編）                  | 大野敏哉                          | 紅水康介                          | 紅水康介                          | 高野やよい 工藤裕加 中島駿 池津寿恵 香田知樹 樋口香里 廖菲 胡云濤 陸子煜 趙昱慧                            | 4月27日                           |                                   |                                   |                                   |                                   |                                   |                                   |                                   |                                   |                                   |                                   |                                   |                                   |                                   |                                   |                                   |                                   |                                   |                                   |
| 第十五話                              | うたがわしい夏（後編）                  | 内海照子                          | 川畑喬                            | 新井美穂                          | 樋口香里 菊川孝司 竹本未希 高橋道子 川上暢彦 廖菲 胡云濤 陸子煜 趙昱慧                                     | 5月4日                            |                                   |                                   |                                   |                                   |                                   |                                   |                                   |                                   |                                   |                                   |                                   |                                   |                                   |                                   |                                   |                                   |                                   |                                   |
| 第十六話                              | 真夏の夜                                | 内海照子                          | 武内宣之                          | 石川奨士                          | 石川奨士 中島駿 豊田暁子 秋月彩 廖菲 胡云濤 陸子煜 趙昱慧                                                  | 5月11日                           |                                   |                                   |                                   |                                   |                                   |                                   |                                   |                                   |                                   |                                   |                                   |                                   |                                   |                                   |                                   |                                   |                                   |                                   |
| 第十七話                              | ふたたびの秋                            | 大野敏哉                          | 神戸守                            | 金子伸吾                          | 樋口香里 竹本未希 永山恵 廖菲 胡云濤 陸子煜 趙昱慧 味增拉面 富春 毛缟斑                                    | 5月18日                           |                                   |                                   |                                   |                                   |                                   |                                   |                                   |                                   |                                   |                                   |                                   |                                   |                                   |                                   |                                   |                                   |                                   |                                   |
| 第2期『冬期限定ボンボンショコラ事件』 |                                         |                                   |                                   |                                   | |                                   |                                   |                                   |                                   |                                   |                                   |                                   |                                   |                                   |                                   |                                   |                                   |                                   |                                   |                                   |                                   |                                   |                                   |                                   |
| 第十八話                              | わたしたち 本当に出会うべきだったのかな | 大野敏哉                          | 川畑喬                            | 山岡実                            | 香田知樹 中島駿 袴田裕二 菊川孝司 廖菲 胡云濤 陸子煜 趙昱慧                                                | 5月25日                           |                                   |                                   |                                   |                                   |                                   |                                   |                                   |                                   |                                   |                                   |                                   |                                   |                                   |                                   |                                   |                                   |                                   |                                   |
| 第十九話                              | 小鳩くんと小佐内さん                    | 内海照子                          | 髙田昌豊                          | 髙田昌豊                          | 中島駿 袴田裕二 菊川孝司 竹本未希 髙野菜央 樋口香里 豊田暁子 廖菲 胡云濤 陸子煜 趙昱慧                     | 6月1日                            |                                   |                                   |                                   |                                   |                                   |                                   |                                   |                                   |                                   |                                   |                                   |                                   |                                   |                                   |                                   |                                   |                                   |                                   |
| 第二十話                              | 乾いた花にどうぞ水を                    | 大野敏哉                          | 紅水康介                          | 萬願寺千華 中原萌                 | 宮田かんち 石川奨士 秋月彩 香田知樹 廖菲 胡云濤 陸子煜 趙昱慧                                              | 6月8日                            |                                   |                                   |                                   |                                   |                                   |                                   |                                   |                                   |                                   |                                   |                                   |                                   |                                   |                                   |                                   |                                   |                                   |                                   |
| 第二十一話                            | 黄金だと思っていた時代の終わり          | 内海照子                          | 武内宣之                          | 高野やよい                        | 高野やよい                                                                                                 | 6月15日                           |                                   |                                   |                                   |                                   |                                   |                                   |                                   |                                   |                                   |                                   |                                   |                                   |                                   |                                   |                                   |                                   |                                   |                                   |
| 第二十二話                            | 報い                                    | 大野敏哉                          | 神戸守                            | 金子伸吾 山岡実 新井美穂          | 石川奨士 宮田かんち 高橋道子 香田知樹 樋口香里 竹本未希 冨樫彩菜 秋月彩 菊川孝司 廖菲 胡云濤 陸子煜 趙昱慧 | 6月22日                           |                                   |                                   |                                   |                                   |                                   |                                   |                                   |                                   |                                   |                                   |                                   |                                   |                                   |                                   |                                   |                                   |                                   |                                   |

### 放送局
| 放送期間                | 放送時間                     | 放送局                                                              | 対象地域 | 備考                                              |
| ----------------------- | ---------------------------- | ------------------------------------------------------------------- | -------- | ------------------------------------------------- |
| 2024年7月7日 - 9月15日  | 日曜 1:30 - 2:00（土曜深夜） | テレビ朝日・メ～テレ（製作参加） ほかテレビ朝日系列フルネット全24局 | 日本国内 | 字幕放送 / 『NUMAnimation』枠                     |
| 2024年7月13日 - 9月22日 | 日曜 1:00 - 1:30（土曜深夜） | BS朝日                                                              | 日本全域 | 製作参加 / BS/BS4K放送 / 字幕放送 / 『アニメA』枠 |
| 2024年8月4日 - 10月6日  | 日曜 21:00 - 21:30           | テレ朝チャンネル1                                                   | 日本全域 | CS放送                                            |

| 配信開始日    | 配信時間                           | 配信サイト | 備考                                           |
| ------------- | ---------------------------------- | --- | ---------------------------------------------- |
| 2024年7月7日  | 日曜 1:30 - 2:00（土曜深夜）       | ABEMA | 製作参加（AbemaTV） / 地上波同時・単独先行配信 |
| 2024年7月12日 | 金曜 0:00（木曜深夜） 更新         | Prime Video FOD Hulu Lemino U-NEXT アニメ放題 バンダイチャンネル DMM TV dアニメストア （本店・for Prime Video・ ニコニコ支店 ） TELASA milplus J:COM STREAM Netflix | 見放題配信                                     |
|               |                                    | TELASA milplus J:COM STREAM クランクイン!ビデオ バンダイチャンネル HAPPY!動画 YouTube Prime Video テレ朝動画                                                        | 都度課金配信                                   |
|               | 金曜 0:00（木曜深夜） 以降順次更新 | TVer テレ朝動画 | 見逃し配信                                     |

| 放送期間                | 放送時間                     | 放送局                                                              | 対象地域 | 備考                                              |
| ----------------------- | ---------------------------- | ------------------------------------------------------------------- | -------- | ------------------------------------------------- |
| 2025年4月6日 - 6月22日  | 日曜 1:30 - 2:00（土曜深夜） | テレビ朝日・メ～テレ（製作参加） ほかテレビ朝日系列フルネット全24局 | 日本国内 | 字幕放送 / 『NUMAnimation』枠                     |
| 2025年4月13日 - 6月29日 | 日曜 1:00 - 1:30（土曜深夜） | BS朝日                                                              | 日本全域 | 製作参加 / BS/BS4K放送 / 字幕放送 / 『アニメA』枠 |
|                         | 日曜 22:30 - 23:00           | テレ朝チャンネル1                                                   | 日本全域 | CS放送                                            |

| 配信開始日    | 配信時間                     | 配信サイト | 備考                                           |
| ------------- | ---------------------------- | --- | ---------------------------------------------- |
| 2025年4月6日  | 日曜 1:30 - 2:00（土曜深夜） | ABEMA | 製作参加（AbemaTV） / 地上波同時・単独先行配信 |
| 2025年4月12日 | 土曜 0:00（金曜深夜） 更新   | Amazon Prime Video Netflix U-NEXT アニメ放題 Hulu TELASA J:COM STREAM milplus FOD ABEMA TV Lemino DMM TV dアニメストア バンダイチャンネル | 見放題配信                                     |

### BD
| 巻 | 発売日         | 収録話         | 規格品番  |
| -- | -------------- | -------------- | --------- |
| 1  | 2024年10月30日 | 第1話 - 第3話  | GNXA-2511 |
| 2  | 2024年11月27日 | 第4話 - 第6話  | GNXA-2512 |
| 3  | 2024年12月27日 | 第7話 - 第10話 | GNXA-2513 |

|     | 発売日             | 収録話          | 規格品番  |
| --- | ------------------ | --------------- | --------- |
| BOX | 2025年10月29日予定 | 第11話 - 第22話 | UNXA-1004 |

| テレビ朝日系列 NUMAnimation              | テレビ朝日系列 NUMAnimation | テレビ朝日系列 NUMAnimation |
| 前番組                                   | 番組名                      | 次番組                      |
| ---------------------------------------- | --------------------------- | --------------------------- |
| ささやくように恋を唄う（第1話 - 第10話） | 小市民シリーズ（第1期）     | 君は冥土様。                |
| メダリスト（第1期）                      | 小市民シリーズ（第2期）     | 雨と君と                    |

## コラボレーション
東海旅客鉄道（JR東海）
2024年6月22日から同年7月31日までJR東海の「推し旅」とコラボした企画が開催され、東海道新幹線車内でのアニメ声優の限定ボイスの配信や切符風の記念カードのプレゼント等を行った。
2024年10月15日からは、第二弾として「小市民シリーズ×JR東海 コラボキャンペーンin2024秋」を同年11月10日まで開催。東海道新幹線車内でのクイズや岐阜市内での謎解きスタンプラリー、ARフォトフレームでの写真撮影等を行った。
2025年4月25日からは、第三弾として「TVアニメ『小市民シリーズ』 JR東海コラボキャンペーンin2025」が同年9月30日まで開催され、新幹線車内でのアニメ声優のクロストークの配信やボイスドラマを聴きながら小佐内ゆきを探す岐阜市内でのスタンプラリー等が行われる。
FUNTOS
2024年8月30日から同年9月24日までアニメとのコラボ企画「ファントエス with 小市民シリーズ」を行い、ミニキャラカードのプレゼント、キャラクターイラストを使用したアクリルスタンドやアクリルキーホルダー等のグッズ販売、キャラクタードリンクの販売を行った。
マリオンクレープ
2024年10月18日から同年10月31日までアニメとのコラボを行い、小鳩常悟朗と小佐内ゆきのコラボクレープ2種とキャラクターイラストを使用したコラボグッズの販売、ポストカードのプレゼントを行った。